# Ступинских карьеров
Ступинских карьеров — поселок в Холмогорском районе Архангельской области.

## География
Находится в южной части Архангельской области на расстоянии приблизительно 26 км на юг-юго-восток по прямой от административного центра района села Холмогоры на правобережье реки Северная Двина.

## История
На карте позднего советского периода отмечался как Верхние Карьеры. До 2015 года входил в Копачёвское сельское поселение, с 2015 по 2022 в Матигорское сельское поселение до его упразднения.

## Население
Численность населения: 22 человека (русские 86 %) в 2002 году, 9 в 2010.